# Primo Zeglio
Primo Zeglio est un réalisateur italien né le 8 juillet 1906 et mort le 6 novembre 1984 à Rome.

## Biographie
Primo Zeglio débute au cinéma comme aide réalisateur de Duilio Coletti et d'autres réalisateurs entre la fin des années 1930 et le début des années 1940, tout en s'occupant du scénario de diverses productions.
Il se lance comme réalisateur en 1943 avec Accadde a Damasco (it). Tout au long des années 1950 et années 1960, il s'essaye à tous les genres en vogue durant cette période, comme la science-fiction (Quatre, trois, deux, un, objectif Lune en 1967), l'action (Le Corsaire de la reine de 1962) et le western spaghetti (Les Deux Violents (it) de 1964).
À part son activité de réalisateur, Primo Zeglio a également peint et fait partie de la rédaction de Il Selvaggio (it), L'italiano et Omnibus (it). Dans ses dernières années, il abandonne le cinéma pour se consacrer à l'exposition de ses toiles à Rome, ville dans laquelle il meurt le 6 novembre 1984. Il était marié à l'actrice Paola Barbara.

## Filmographie
- 1943 : Accadde a Damasco (it) — coréalisé avec José López Rubio
- 1943 : Febbre (it)
- 1947 : Genoveffa di Brabante
- 1951 : La Vengeance du corsaire (La vendetta del corsaro)
- 1952 : La Fille du diable (La figlia del diavolo)
- 1953 : Néron et Messaline (Nerone e Messalina)
- 1953 : Le Capitaine fantastique (Capitan Fantasma)
- 1957 : Oublie mon passé (es) (Dimentica il mio passato) — coréalisé avec Eduardo Manzanos Brochero
- 1959 : Le Fils du corsaire rouge (Il figlio del corsaro rosso )
- 1960 : Capitaine Morgan (Morgan il pirata )
- 1961 : Ivan le conquérant (Le sette sfide)
- 1962 : Le Corsaire de la reine (Il dominatore dei sette mari) — coréalisé avec Rudolph Maté
- 1963 : Sémiramis, déesse de l'Orient (Io, Semiramide)
- 1964 : Les Deux Violents (it) (I due violenti)
- 1964 : L'uomo della valle maledetta (it)
- 1965 : Quatre Hommes à abattre (I quattro inesorabili)
- 1967 : Quatre, trois, deux, un, objectif Lune (...4..3..2..1...morte)
- 1968 : Qui a tué Fanny Hand ? (es) (Winchester, uno entre mil)

### Crédits de traduction
- (it) Cet article est partiellement ou en totalité issu de l’article de Wikipédia en italien intitulé « Primo Zeglio » (voir la liste des auteurs).